# Anna Morawiec
Anna Morawiec (ur. w 1970 roku w Krakowie) – polska poetka i działaczka społeczna. Członkini Stowarzyszenia Twórców Powiśla Dąbrowskiego.  
Jest kierownikiem Terenowego Zespołu Doradztwa Rolniczego w Dąbrowie Tarnowskiej. Funkcję tę sprawuje od 1996 roku. W latach 2002–2003 piastowała stanowisko dyrektora powiatowego inkubatora przedsiębiorczości w Szczucinie. 

## Edukacja
Jest absolwentką Akademii Rolniczej w Krakowie oraz studium pedagogicznego przy Akademii Górniczo-Hutniczej w Krakowie. Ukończyła również studia podyplomowe na kierunku – menadżer ekonomii społecznej w Wyższej Szkole Przedsiębiorczości w Chrzanowie oraz prywatną szkołę coatchingu uzyskując tytuł mistrza trenerskiego. 

## Twórczość literacka
Utwory poetki wyróżniano w konkursach literackich, a także prezentowano w pokonkursowych publikacjach. 
Za projekt debiutanckiej książki poetyckiej o tytule – Szarlotka czyli co się robi, żeby nie robić tego co powinno się robić otrzymała nagrodę główną w Konkursie Literackim Miasta Gdańska im. Bolesława Faca za 2015 rok. Książka została opublikowana drukiem w 2016 roku, dzięki mecenatowi Miasta Gdańska, przez gdańskie Wydawnictwo w Podwórku. 
Zaprezentowane w tomiku utwory zaliczają się do poezji refleksyjnej, poddającej rozważaniom konkretne zagadnienia w zestawieniu z pięknem i urokiem spraw przemijających. Poza tym teksty te stanowią efekt śladów, które pozostawiły pojawiające się w  czasie przeznaczonym na obowiązki chwile kontemplacji, a ponadto – rezultat wygospodarowania chociażby momentu na obserwację świata z niewymuszonym zdumieniem dziecka.
Nagrodzone w tym konkursie wiersze doczekały się pozytywnej opinii m.in. prof. Kazimierza Nowosielskiego, który był przewodniczącym komisji. Radio Gdańsk, w ramach audycji – Wspólne Czytanie w Radiu Gdańsk, zaprezentowało nastrojowe, przedstawiające wybór utworów z niniejszego zbioru, słuchowisko oraz wywiad z poetką, która opowiedziała słuchaczom o sobie oraz o swojej rozwijającej się działalności artystycznej. 
W 2016 roku artystka, zdobywając wyróżnienie, została jednym z laureatów XXVII Ogólnopolskiego Konkursu Poetyckiego im. Jana Krzewniaka.

## Działalność społeczna
W 1999 roku działaczka zainicjowała utworzenie organizacji o nazwie – Stowarzyszenie Na Rzecz Rozwoju Lokalnego Gminy Olesno. Od początku działalności tej organizacji pełni funkcję jej prezesa. Inicjatywę społeczniczki stanowią także odbywające się co roku spotkania stowarzyszeń z powiatu dąbrowskiego. Poza tym wiele projektów realizowanych przez te organizacje pozarządowe jest pracami jej autorstwa.